# Nemye svideteli

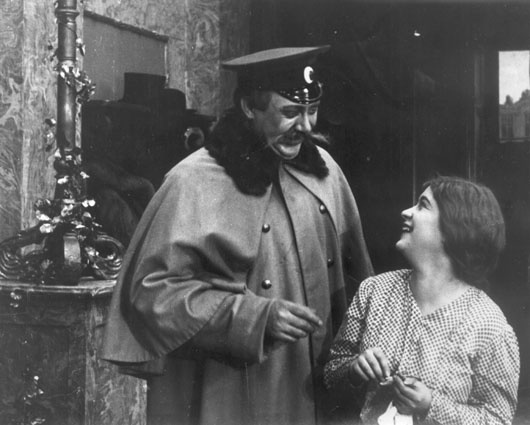

Nemye svideteli é um filme de drama russo de 1914 dirigido por Yevgeni Bauer.

## Enredo
Nastya, a neta do porteiro Kostritsyns, torna-se empregada doméstica e começa a cuidar de um jovem mestre apaixonado por Ellen. E ela, por sua vez, gosta do Barão von Roehren.

## Elenco
- Aleksandr Chargonin...	Pavel Kostrizyn
- Aleksandr Kheruvimov
- Dora Tschitorina...	Nastya
- Viktor Petipa
- Elsa Krueger
- Andrey Gromov